# 与謝蕪村
与謝 蕪村（よさ ぶそん、享保元年（1716年） - 天明3年12月25日（1784年1月17日））は、江戸時代中期の日本の俳人、文人画（南画）家。本姓は谷口、あるいは谷。「蕪村」は号で、名は信章。通称寅。「蕪村」とは中国の詩人陶淵明の詩『帰去来辞』に由来すると考えられている。俳号は蕪村以外では「宰鳥」「夜半亭（二世）」があり、画号は「春星」「謝寅（しゃいん）」など複数ある。

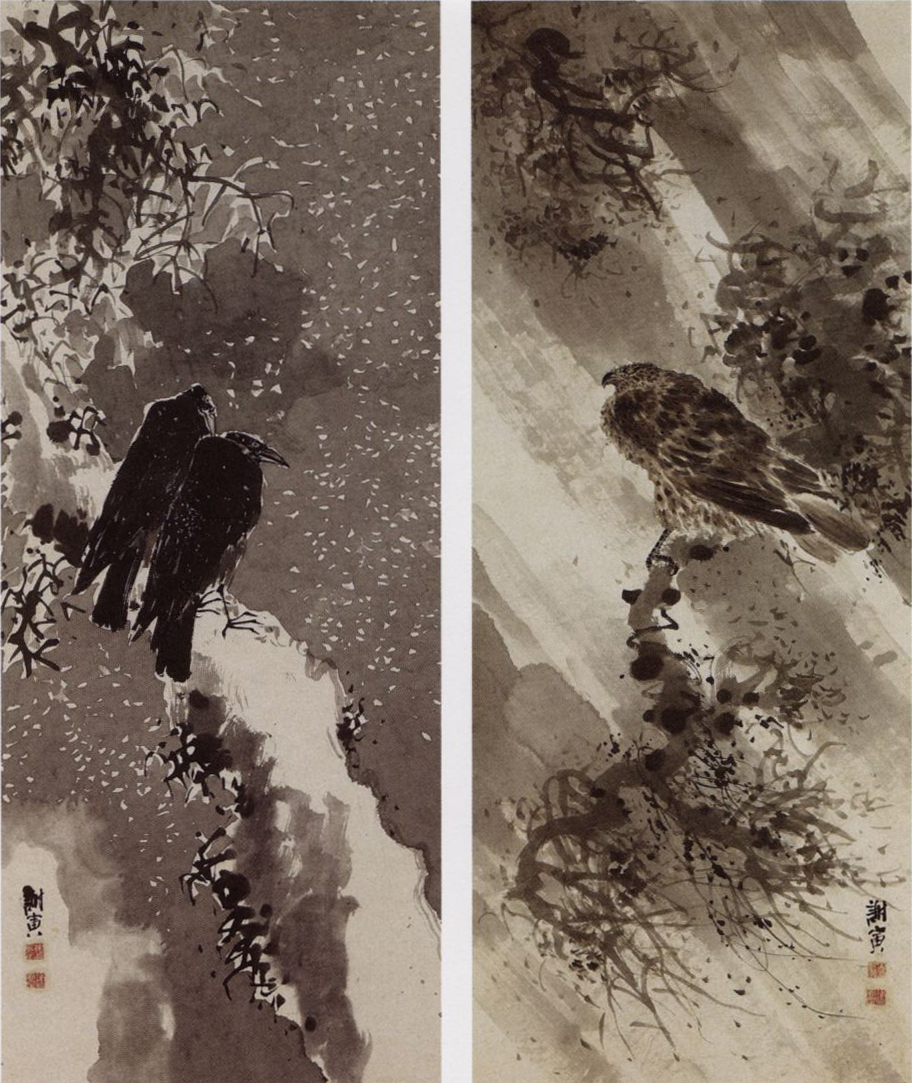
鳶鴉図（重要文化財） 紙本着色 北村美術館蔵

## 経歴
摂津国東成郡毛馬村（けまむら）（現：大阪府大阪市都島区毛馬町）に生まれた。京都府与謝野町（旧丹後国）の谷口家には、げんという女性が大坂に奉公に出て主人との間にできた子供が蕪村とする伝承と、げんの墓が残る。同町にある施薬寺には、幼少の蕪村を一時預かり、後年、丹後に戻った蕪村が礼として屏風絵を贈ったと口伝されている。
20歳の頃、江戸に下り、早野巴人（はやの はじん〔夜半亭宋阿（やはんてい そうあ）〕）に師事して俳諧を学ぶ。日本橋石町「時の鐘」辺の師の寓居に住まいした。このときは宰鳥と号していた。俳諧の祖・松永貞徳から始まり、俳句を作ることへの強い憧れを見る。しかし江戸の俳壇は低俗化していた。

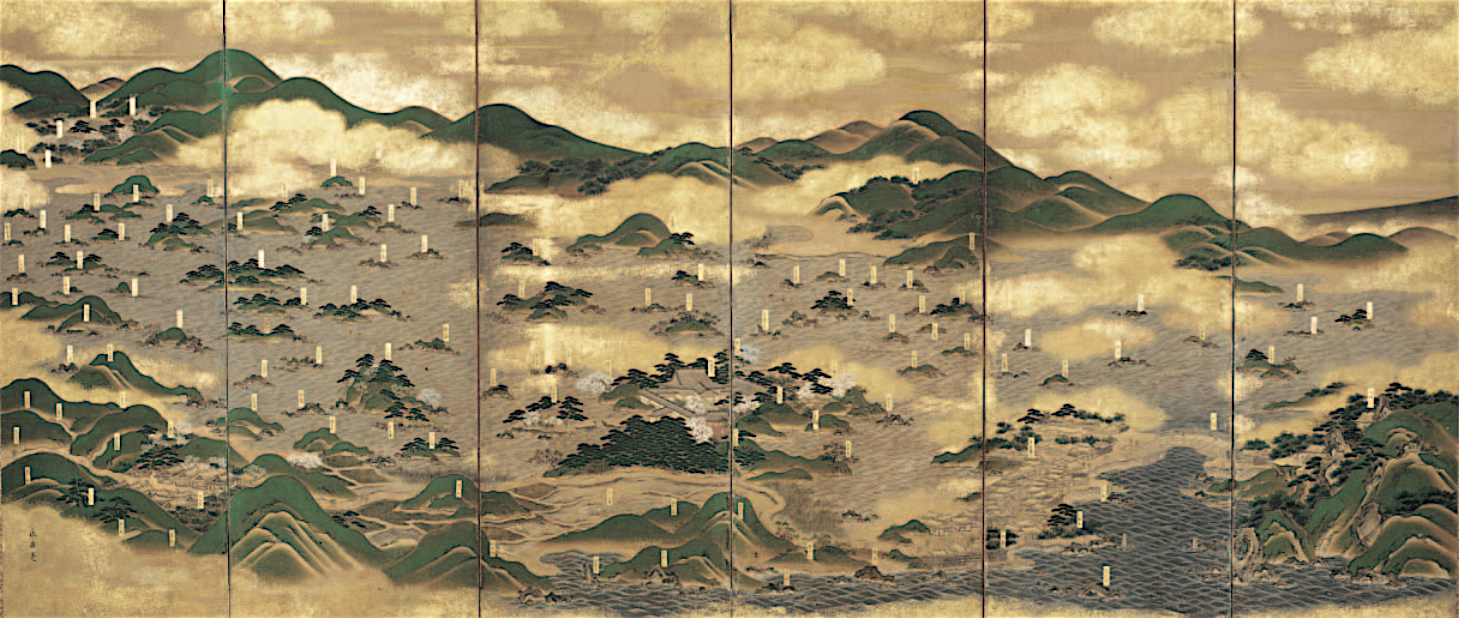
象潟地震で隆起する以前の、象潟の様子が描かれた屏風。芭蕉は「象潟や雨に西施がねぶの花」という句を詠んだ。

寛保2年（1742年）27歳の時、師が没したあと下総国結城（現：茨城県結城市）の砂岡雁宕（いさおか がんとう）のもとに寄寓し、敬い慕う松尾芭蕉の行脚生活に憧れてその足跡を辿り、僧の姿に身を変えて東北地方を周遊した。絵を宿代の代わりに置いて旅をする。それは、40歳を超えて花開く蕪村の修行時代だった。その際の手記で寛保4年（1744年）に雁宕の娘婿で下野国宇都宮（栃木県宇都宮市）の佐藤露鳩（さとう ろきゅう）宅に居寓した際に編集した『歳旦帳（宇都宮歳旦帳）』で初めて蕪村を号した。
その後、寛延4年（1751年）8月に移住し画家として修業に専念。宝暦4年（1754年）丹後に滞在した。天橋立に近い宮津にある見性寺の住職・触誉芳雲（俳号：竹渓）に招かれたもので、同地の俳人（真照寺住職の鷺十、無縁寺住職の両巴ら）と交流。『はしだてや』という草稿を残した。宮津市と、母の郷里で幼少期を過ごしたと目される与謝野町には蕪村が描いた絵が複数残る（徐福を画題とした施薬寺所蔵『方士求不老父子薬図屏風』、江西寺所蔵『風竹図屏風』）。一方で、与謝野町の里人にせがまれて描いた絵の出来に後悔して、施薬寺に集めて燃やしてしまったとの伝承もある。
42歳の頃に再び京都に居を構え、与謝を名乗るようになる。母親が丹後与謝の出身だから名乗ったという説もあるが定かではない。45歳頃に結婚して一人娘くのを儲けた。51歳には妻子を京都に残して讃岐に赴き、多くの作品を手掛ける。再び京都に戻った後、島原（嶋原）角屋で句を教えるなど、以後、京都で生涯を過ごした。明和7年（1770年）には夜半亭二世に推戴されている。
現在の京都市下京区仏光寺通烏丸西入ルの居宅で、天明3年12月25日（1784年1月17日）未明、68歳の生涯を閉じた。死因は従来、重症下痢症と診られていたが、最近の調査で心筋梗塞であったとされている。辞世の句は「しら梅に明（あく）る夜ばかりとなりにけり」。墓所は京都市左京区一乗寺の金福寺（こんぷくじ）。

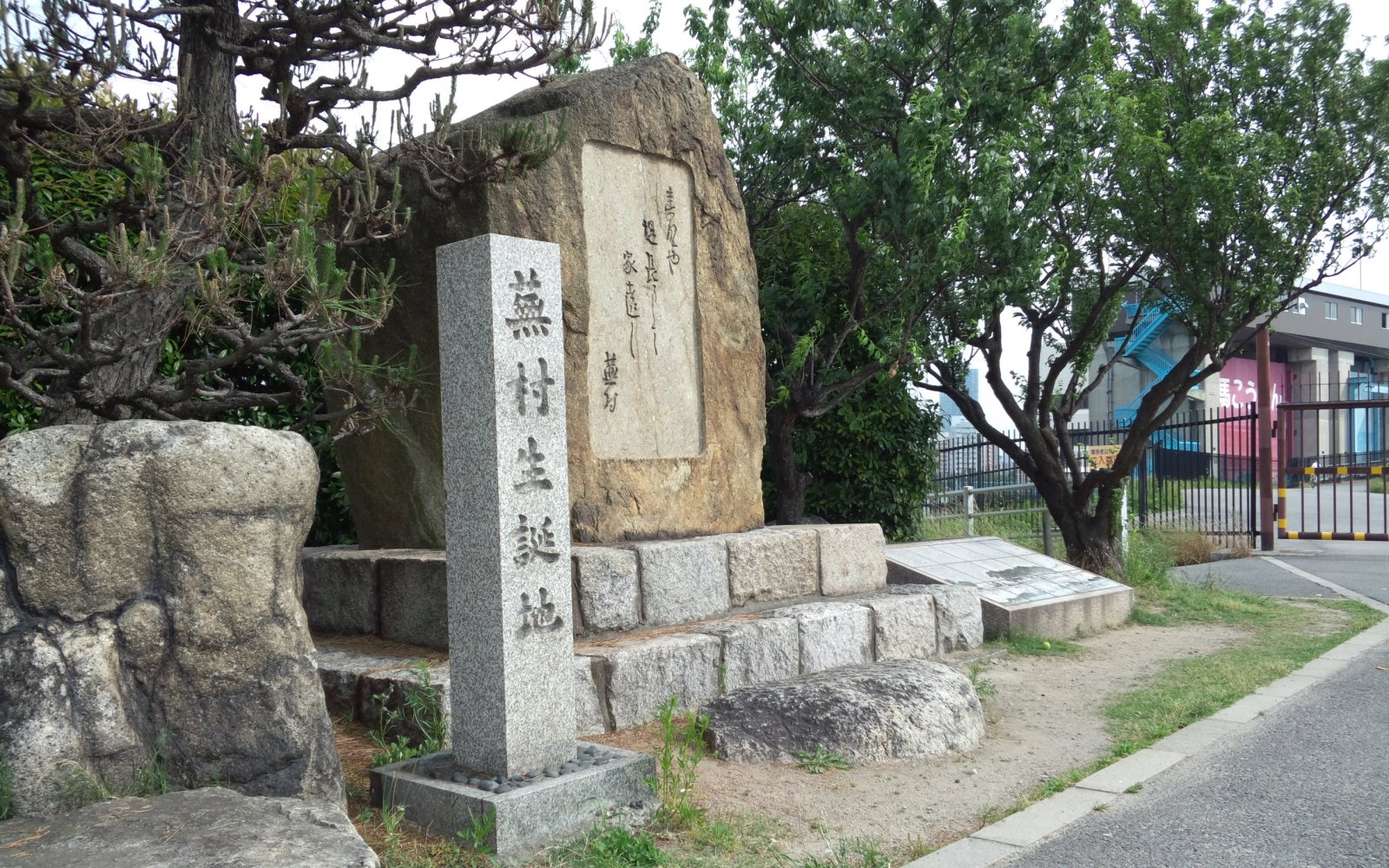
与謝蕪村の生誕地・句碑（大阪市都島区）
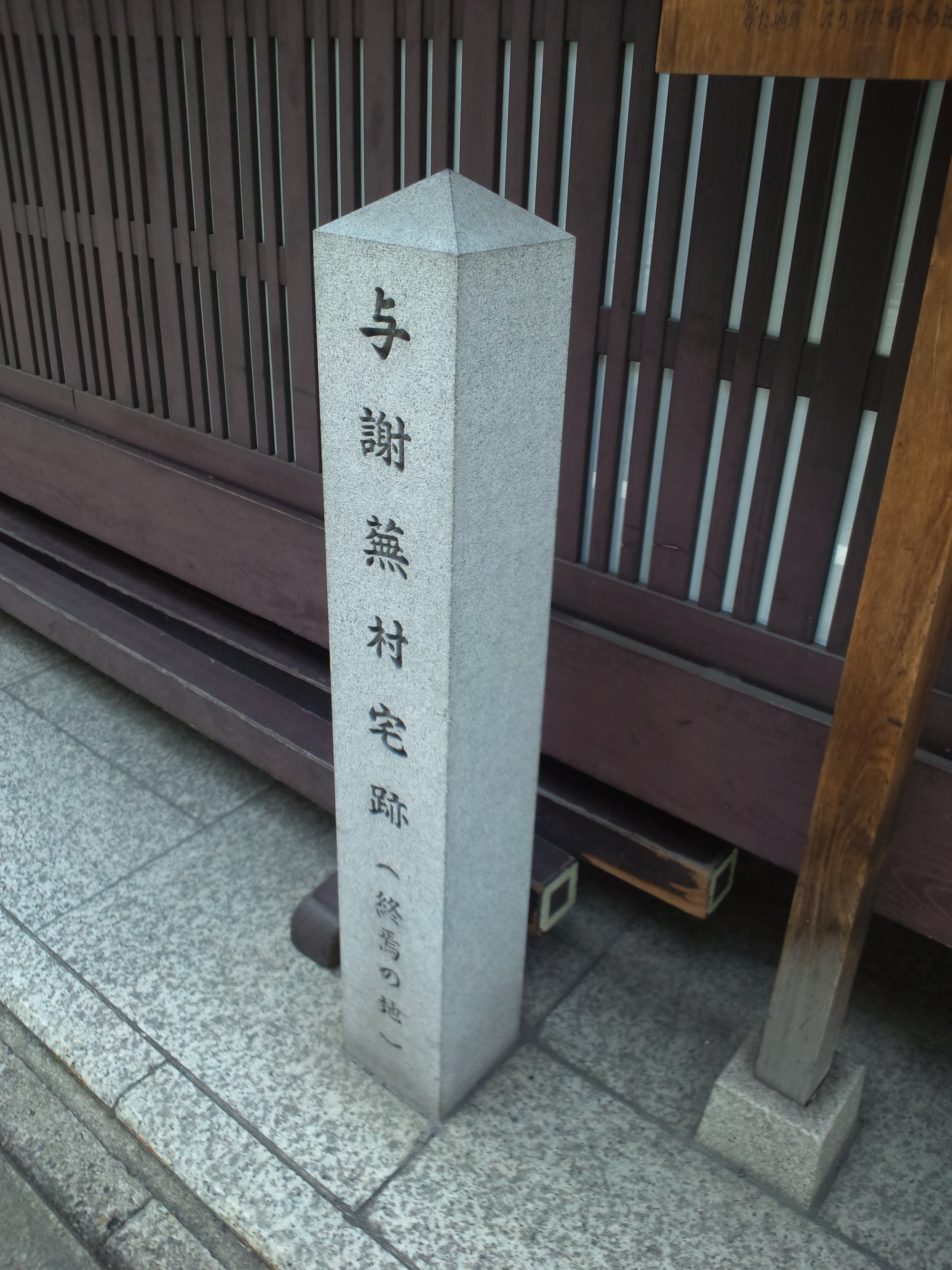
与謝蕪村邸宅跡・終焉の地（京都市下京区）
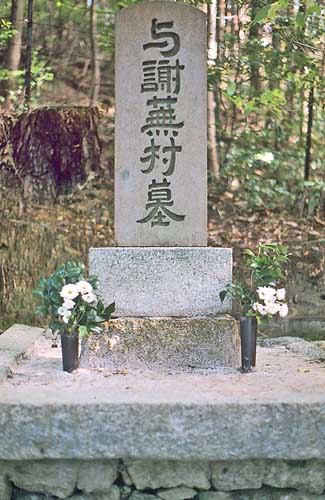
与謝蕪村の墓（京都市左京区）

## 作家論

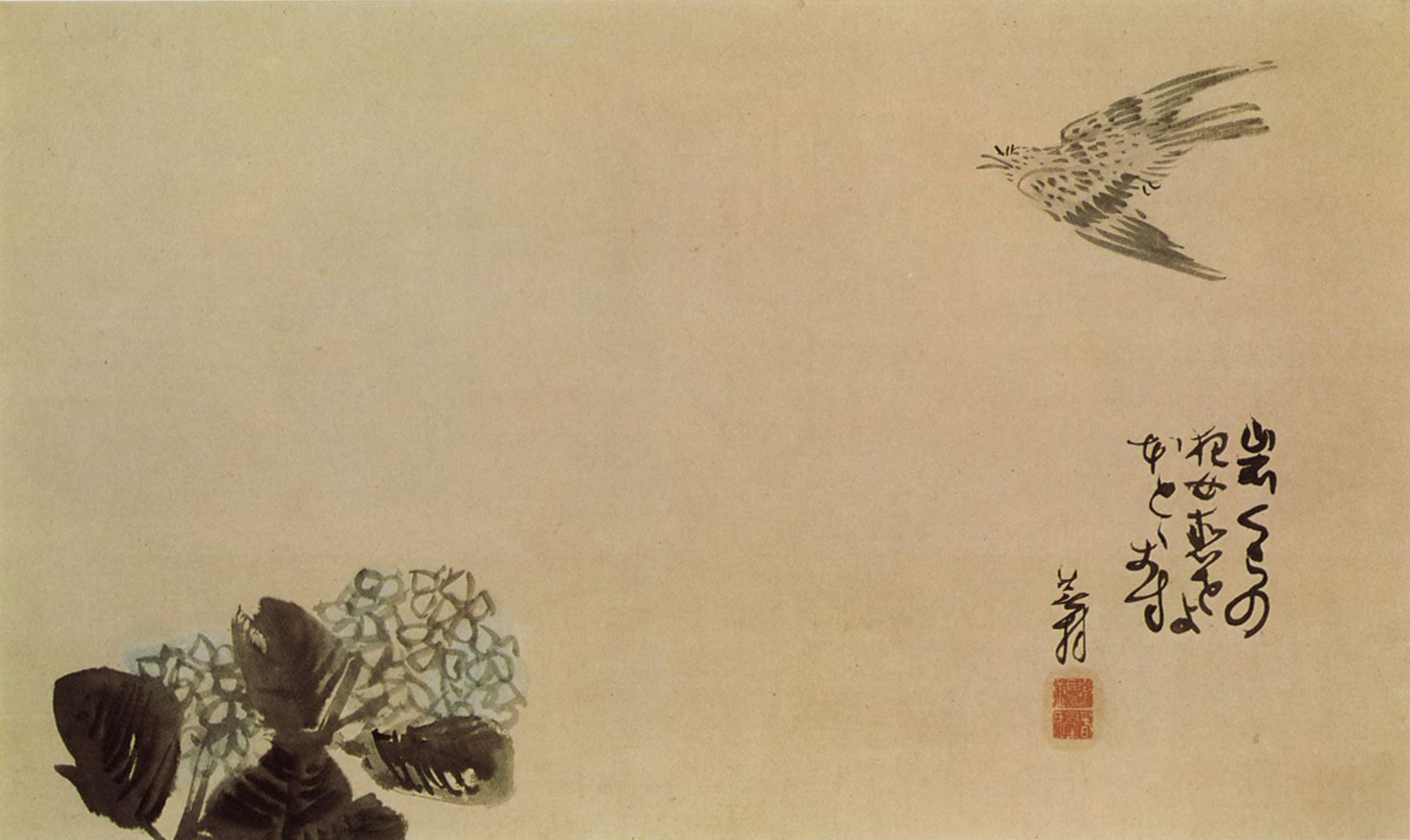
蕪村筆 俳画 自画賛（岩くらの狂女恋せよほととぎす）

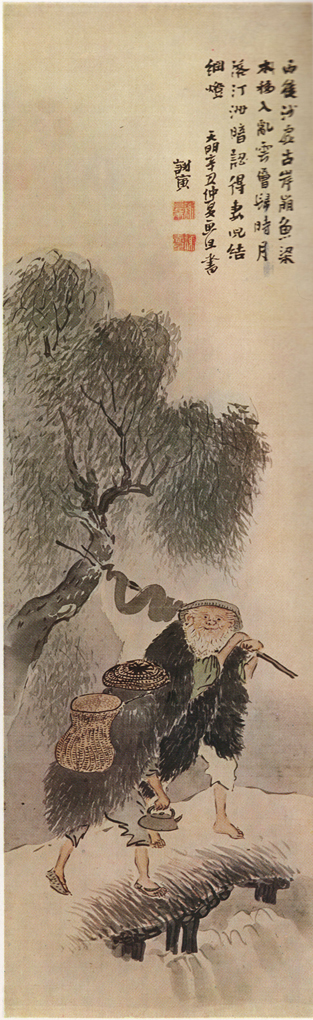
蕪村筆『柳陰漁夫図』

松尾芭蕉、小林一茶と並び称される江戸俳諧の巨匠の一人であり、江戸俳諧中興の祖といわれる。また、俳画の大成者でもある。写実的で絵画的な発句を得意とした。独創性を失った当時の俳諧を憂い「蕉風回帰」を唱え、絵画用語である「離俗論」を句に適用した天明調の俳諧を確立させた中心的な人物である。
また、独創性に優れ、「北寿老仙をいたむ」「春風馬堤曲」など当時としては斬新な詩文を書いている。
絵は独学であったと推測されている。

### 後世からの評価
俳人としての蕪村の評価が確立するのは、明治期の正岡子規『俳人蕪村』、子規・内藤鳴雪たちの『蕪村句集講義』、昭和前期の萩原朔太郎『郷愁の詩人・与謝蕪村』まで待たなければならなかった。
旧暦12月25日は「蕪村忌」。関連の俳句を多く詠んだ。
- 蕪村忌に呉春が画きし蕪かな 正岡子規
- 蕪村忌の心游ぶや京丹後 青木月斗

2015年10月14日、天理大学附属天理図書館が『夜半亭蕪村句集』の発見を発表した。1903句のうち未知の俳句212句を収録。
与謝野町は「蕪村顕彰全国俳句大会」を2012年から開いている。

### 俳諧の主な編著
- 蕪村七部集
（其雪影、明烏、一夜四歌仙、続明烏、桃李、五車反古、花鳥篇、続一夜四歌仙）
- 明烏
- 夜半楽
- 新花摘（俳文集）

## 作品

### 俳句
- 春の海 終日のたりのたり哉
- 柳散り清水涸れ石処々
- 鳥羽殿へ五六騎いそぐ野分かな
- 花いばら故郷の路に似たるかな
- 不二ひとつうづみのこして若葉かな
- 牡丹散りて打かさなりぬ二三片
- 夏河を越すうれしさよ手に草履
- ゆく春やおもたき琵琶の抱心
- 易水にねぶか流るゝ寒かな
- 月天心貧しき町を通りけり
- さみだれや大河を前に家二軒
- 菜の花や月は東に日は西に
- 笛の音に波もよりくる須磨の秋
- 涼しさや鐘をはなるゝかねの声
- 稲妻や波もてゆへる秋津しま
- ところてん逆しまに銀河三千尺
- 古庭に茶筌花さく椿かな
- ちりて後おもかげにたつぼたん哉
- あま酒の地獄もちかし箱根山
- 鰒汁の宿赤々と燈しけり
- 二村に質屋一軒冬こだち
- 御火焚や霜うつくしき京の町
- 寒月や門なき寺の天高し
- さくら散苗代水や星月夜
- 住吉に天満神のむめ咲ぬ
- 秋の夜や古き書読む南良法師
- 朝霧や村千軒の市の音
- 休み日や鶏なく村の夏木立
- 帰る雁田ごとの月の曇る夜に
- うつつなきつまみ心の胡蝶かな
- 雪月花つゐに三世の契かな
- 朝顔や一輪深き淵の色

### 絵画

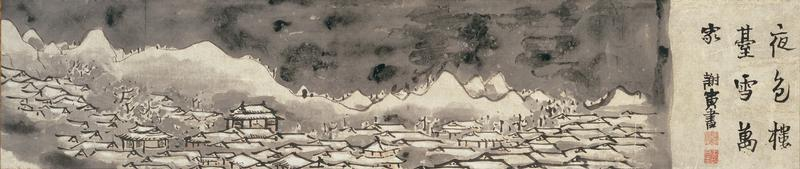
『夜色楼台図』（国宝）

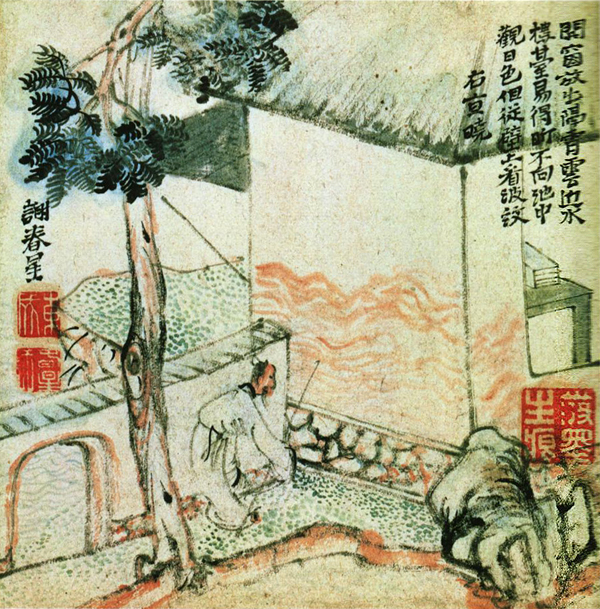
『十宜図』のうち『宜暁図』（国宝）

- 山水図（出光美術館）六曲一双 重要文化財 1763年
- 十便十宜図（川端康成記念会）画帖 国宝 1771年 池大雅との競作。蕪村は十宜図を描く。
- 紅白梅図（角屋もてなしの文化美術館）襖4面、四曲屏風一隻 重要文化財
- 蘇鉄図（香川・妙法寺）四曲屏風一双（もと襖） 重要文化財
- 山野行楽図（東京国立博物館）六曲一双 重要文化財
- 竹溪訪隠図（個人蔵）掛幅 重要文化財
- 奥の細道図巻（京都国立博物館）巻子本2巻 重要文化財 1778年
- 野ざらし紀行図（個人蔵）六曲一隻 重要文化財
- 奥の細道図屏風（山形美術館）六曲一隻 重要文化財 1779年
- 奥の細道画巻（逸翁美術館）巻子本2巻 重要文化財 1779年
- 新緑杜鵑図（文化庁）掛幅 重要文化財
- 竹林茅屋・柳蔭騎路図（個人蔵）六曲一双 重要文化財
- 春光晴雨図（個人蔵）掛幅 重要文化財
- 鳶烏図（北村美術館）掛幅（双幅） 重要文化財
- 峨嵋露頂図（法人蔵）巻子 重要文化財
- 夜色楼台図（個人蔵）掛幅 国宝
- 富嶽列松図（愛知県美術館）掛幅 重要文化財
- 柳堤渡水・丘辺行楽図（ボストン美術館）六曲一双 紙本墨画淡彩
- 蜀桟道図（シンガポールの会社） 1778年

上記の他に、蕪村の俳諧の門弟でパトロンでもあった寺村百池の家に伝わった絵画、短冊、書状等の遺品一括が「与謝蕪村関係資料」として重要文化財に指定されている（1987年指定、文化庁保管）。

## 画集
近年刊の図版本
- 『蕪村全集 第6巻 絵画・遺墨』（佐々木丞平ほか編、講談社、1998年）
- 『水墨画の巨匠 第12巻 蕪村』（早川聞多・芳賀徹編、講談社、1994年）
- 『与謝蕪村 新潮日本美術文庫9』 河野元昭解説（新潮社、1996年）- 入門書
- 『蕪村 放浪する文人』 佐々木丞平・佐々木正子ほか解説（新潮社〈とんぼの本〉、2009年）- 入門書
- 『与謝蕪村 画俳ふたつの道の達人』（藤田真一[8]監修、平凡社〈別冊太陽 日本のこころ〉、2012年）

展覧会図録
- 『蕪村 その二つの旅』（佐々木丞平・佐々木正子監修、朝日新聞社編、東京都江戸東京博物館、2001年2月～3月ほか）
- 『与謝蕪村 翔けめぐる創意』（辻惟雄ほか、MIHO MUSEUM、2008年3月～6月）
- 『蕪村 没後220年』（逸翁美術館＋柿衛文庫編、思文閣出版、2003年）
- 『与謝蕪村　「ぎこちない」を芸術にした画家』（府中市美術館編、東京美術、2021年）

## 全集
『蕪村全集』（全9巻、尾形仂・丸山一彦ほか編）は、講談社で1992年5月より刊行開始、（後半2巻が遅れ）17年かけ2009年9月に完結。
- 『第1巻 発句』 初回配本
- 『第2巻 句集・句稿・句会稿』
- 『第3巻 連句』
- 『第4巻 俳詩・俳文』
- 『第5巻 書簡』
- 『第6巻 絵画・遺墨』
- 『第7巻 編著・追善』
- 『第8巻 関係俳書』
- 『第9巻 年譜・資料』 最終回配本

### 刊行句集
- 『蕪村句集講義』平凡社東洋文庫（全3巻）、佐藤勝明校注、2010-11年
- 『蕪村全句集』藤田真一・清登典子編、おうふう、2000年
- 『與謝蕪村句集』永田書房、1991年

文庫作品集
- 『蕪村俳句集』 尾形仂校注、岩波文庫、1989年[10]
- 『蕪村書簡集』 大谷篤蔵・藤田真一校注、岩波文庫、1992年
- 『蕪村句集 現代語訳付』 玉城司訳・校注、角川ソフィア文庫、2011年
- 『蕪村文集』 藤田真一校注、岩波文庫、2016年

## テレビ番組
- 歴史秘話ヒストリア “のたりのたり”といきましょう 与謝蕪村 俳句と絵画を極める（2014年7月30日、NHK）[11]